# Zona económica exclusiva de México
México tiene la decimotercera zona económica exclusiva más grande con una superficie total de 3 269 386 km² (1 262 311,2 mi²), y coloca a México entre los países con las áreas más grandes del mundo. Cuando se incluye la superficie terrestre de 1,972,550 km², coloca el territorio total de México en 5 241 936 km².

## Geografía

Zona económica exclusiva de México

La ZEE de México está ubicada en el Océano Pacífico, el Golfo de California y el Golfo de México. Limita con Guatemala, Belice y Honduras al sur, Cuba al este y Estados Unidos al norte.